# Palais Hessenstein

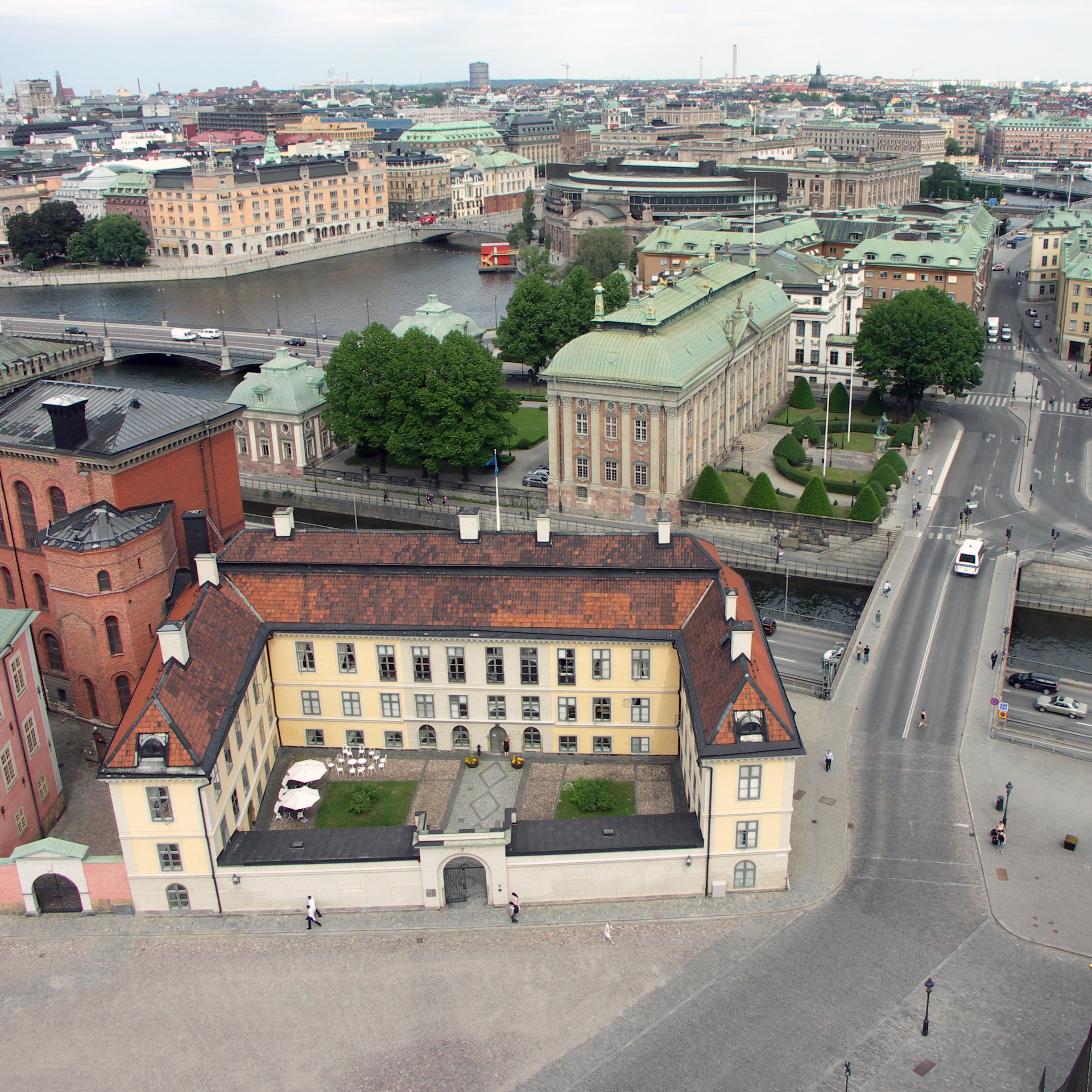
Palais Hessenstein (2006)

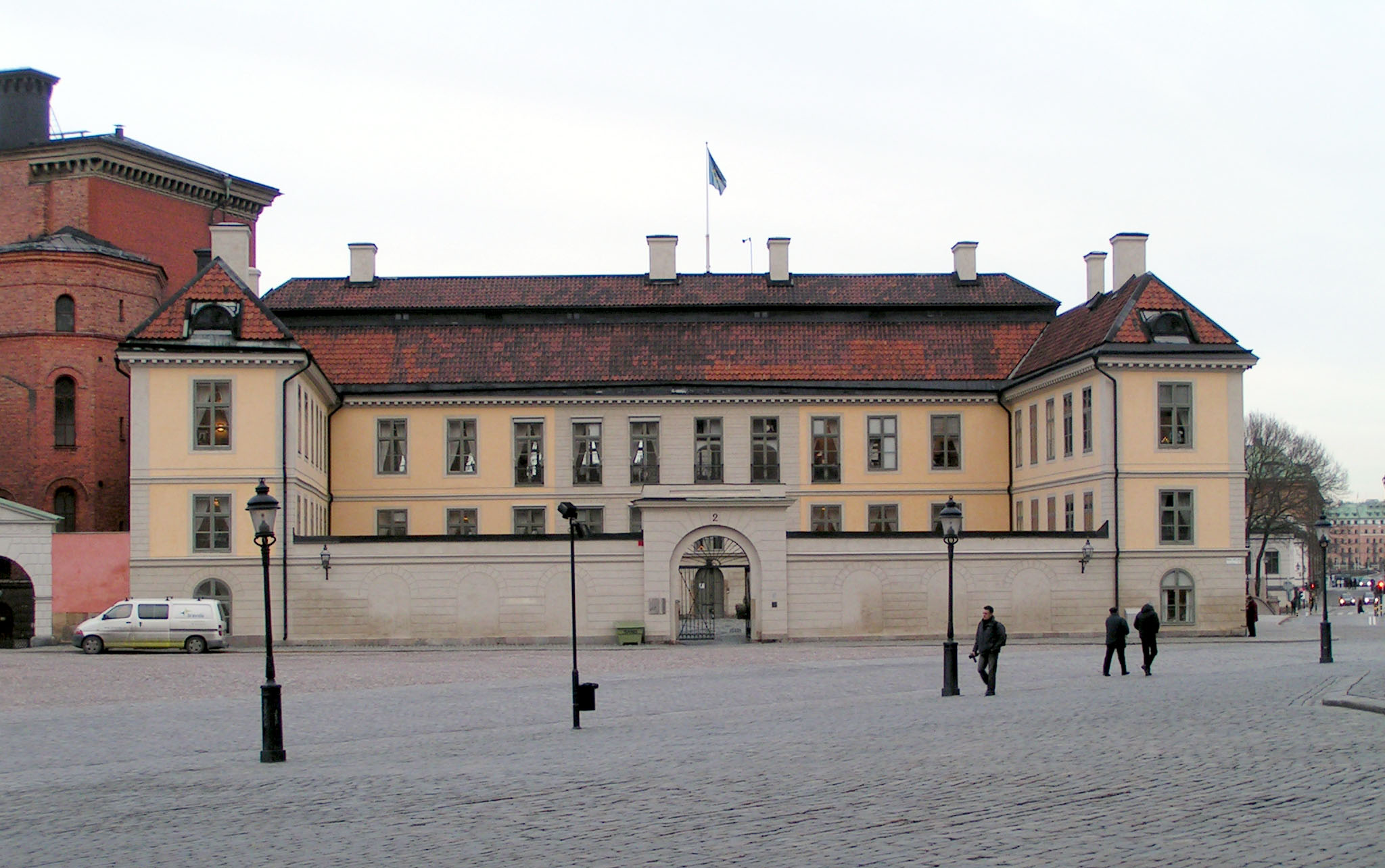
Palais Hessenstein (2007)

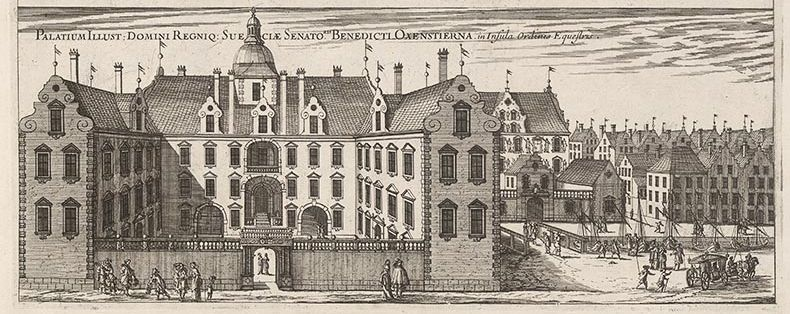
Palais Hessenstein 1670

Das Palais Hessenstein ist ein Stadtpalast in der Altstadt von Stockholm, Schweden. Es ist ein dreiflügeliger, dreistöckiger Bau auf dem Riddarholmen an der Nordostseite des Birger Jarls Torg.
Das Palais, im Stil des Manierismus, wurde um das Jahr 1630 für den Reichsrat Bengt Bengtsson Oxenstierna erbaut. Bengt Gabrielsson Oxenstierna und seine Frau Eva Juliana Wachtmeister kauften das Gebäude im Jahre 1670 von seinem Verwandten. Im Jahre 1680 ließen sie das Palais durch Nicodemus Tessin d. J. in seiner heutigen Form umbauen, wahrscheinlich nach Entwürfen seines Vaters, dem Hofarchitekten Nicodemus Tessin d. Ä.
König Friedrich (1676–1751) kaufte das Palais und gab es im Jahre 1734 seiner Mätresse, der Gräfin Hedvig Ulrika Taube. Die Obergeschosse wurden von Carl Hårleman renoviert, aber Hedvig Taube starb 1744, noch bevor die Renovierung abgeschlossen war. Der Palast kam damit an Friedrich Wilhelm von Hessenstein, ihren und des Königs Sohn, der die Renovierung zu Ende brachte und nach dem das Haus seitdem benannt ist.
In den 1750er Jahren mietete der Politiker und damalige Präsident der Staatskanzlei Carl Gustaf Tessin, Sohn des Architekten Nicodemus Tessin d. J. und Gouverneur des Kronprinzen Gustav III., das Haus, da die königliche Familie im gegenüber liegenden Wrangelschen Palais lebte, solange der Königliche Palast nach dem Brand von 1697 neu gebaut wurde.
Ab 1835 beherbergte das Gebäude verschiedene Regierungseinrichtungen. 1983 wurde es restauriert, wobei Innenräume der 1600er und 1700er wiederhergestellt wurden. Heute wird der Bau vom Berufungsgericht, dem Svea hovrätt, genutzt, dessen Hauptsitz sich im Wrangelschen Palais befindet.